# 북정로 (양산시)
북정로(Bukjeong-ro)는 경상남도 양산시 북정동 중심부를 연결하는 도로이다.

## 노선 경로
- 14번 교차로 - 양산대로 (국도 제35호선)
- 삼거리 명칭 미상 - 산막공단남1길

## 같이 보기
- 북정중앙로